# Höstoljeskinn
Höstoljeskinn (Sistotrema autumnale) är en svampart som beskrevs av Ryvarden & H. Solheim 1977. Enligt Catalogue of Life ingår Höstoljeskinn i släktet Sistotrema,  och familjen Hydnaceae, men enligt Dyntaxa är tillhörigheten istället släktet Sistotrema,  och familjen Sistotremataceae. Arten är reproducerande i Sverige. Inga underarter finns listade i Catalogue of Life.